# Jan Krzeczkowski
Jan Krzeczkowski (ur. 1 października 1935 w Warszawie, zm. 1 lipca 2015 w Łodzi) – polski zawodnik rugby, reprezentant Polski, działacz sportowy, wiceprezes Polskiego Związku Rugby.

## Życiorys
Był absolwentem Uniwersytetu Łódzkiego.
Jako rugbysta występował w barwach Startu Łódź (1956–1958), Włókniarza Łódź (1958–1962), z którym wywalczył brązowy medal mistrzostw Polski seniorów w 1959 roku, oraz Budowlanych Łódź (1968–1977). W trakcie swojej kariery rozegrał również 2 oficjalne mecze międzypaństwowe jako członek reprezentacji Polski seniorów.
Po zakończeniu kariery zawodniczej od 1975 roku, Jan Krzeczkowski udzielał się jako działacz sportowy. W latach 1983–1985 oraz 1991–1999 piastował funkcję wiceprezesa Polskiego Związku Rugby. W ramach PZR, w latach 1981–1988, był przewodniczącym Komisji Szkoleniowej Zarządu, a w latach 1988–1991 – skarbnikiem. W latach 1989–2000 piastował funkcję prezesa KS Budowlani Łódź.
Zmarł na początku lipca 2015 roku i został pochowany na cmentarzu przy ul. Ogrodowej 39 w Łodzi.

## Wybrane odznaczenia
- Krzyż Kawalerski Orderu Odrodzenia Polski,
- Odznaka „Zasłużony Działacz Kultury Fizycznej”,
- Odznaka „Zasłużony Działacz Turystyki”,
- Honorowa Złota Odznaka PZR